# Templetonia aculeata
Templetonia aculeata är en ärtväxtart som först beskrevs av Ferdinand von Mueller, och fick sitt nu gällande namn av George Bentham. Templetonia aculeata ingår i släktet Templetonia och familjen ärtväxter. IUCN kategoriserar arten globalt som livskraftig. Inga underarter finns listade i Catalogue of Life.